# Eulalia pulchra
Eulalia pulchra är en ringmaskart som beskrevs av Langerhans 1884. Eulalia pulchra ingår i släktet Eulalia och familjen Phyllodocidae. Inga underarter finns listade i Catalogue of Life.